# Maciej Chądzyński
Maciej Chądzyński (Chądzewski) herbu Ciołek (zm. 1574) – podkomorzy drohicki w latach 1556–1566, starosta błoński i radzikowski w 1556 roku, starosta płocki w 1558 roku, starosta zakroczymski w 1549 roku, podstarości zakroczymski w 1541 roku.

## Życiorys
Poseł na sejm warszawski 1556/1557 roku, sejm piotrkowski 1562/1563 roku, sejm piotrkowski 1567 roku z ziemi zakroczymskiej. Poseł na sejm lubelski 1566 roku z województwa mazowieckiego.